# Lucagnolo di Ciccolino
Lucangelo di Ciccolino detto Lucagnolo o Lucagnolo da Jesi (Jesi, 1495 o 1497 – ...) è stato un orafo e cesellatore italiano, fu il massimo orafo jesino e per un certo tempo maestro di bottega per Benvenuto Cellini.

## Biografia
Lucangelo, ma più conosciuto come Lucagnolo, era secondo di tre figli (Giovanna, sorella maggiore e Vincenzo, fratello minore) di Francesco, detto Ciccolino.
La famiglia era benestante e si trasferì a Jesi prima del 1450. I genitori vennero a mancare molto presto, nel 1507, e i tre fratelli furono affidati allo zio Girolamo. Quest'ultimo lo presentò alla bottega orafa di tre fratelli anconetani, figli di Pellegrino Moretti, che lo avviarono al mestiere. 
Sin da subito si distinse in questa arte, tanto che giovanissimo venne inviato a Roma. Forse sotto la protezione del noto vescovo-umanista concittadino Angelo Colocci.
Entró nella bottega orafa del Maestro Santi diventando uno degli artisti più ricercati della cesellatura con importanti committeni come papa Clemente VII. I guadagni gli permisero di acquistare il 29 dicembre del 1518, in occasione di un suo ritorno a Jesi, una casa per la sua vecchiaia. Con la morte del Maestro Santi, Lucagnolo ebbe in mano le redini della bottega in attesa della maggior età del figlio del Maestro. 
Nel 1523 conobbe Benvenuto Cellini che, fuggiva a Roma da Siena per un omicidio che gli valeva la pena capitale. Cercando lavoro Lucagnolo lo prese come aiutante. 
Di lui scriverà il Cellini: “Era piccolo di statura, ma ben proporzionato. Questo giovane lavorava meglio che uomo che io vedessi mai insino a quel tempo, con grandissima facilità e con molto disegno: lavorava solamente di grosseria, cioè vasi bellissimi e bacini e cose tali”. 
La stima si trasformò in competizione e infine i due si allontanarono.